# Hindrik Klasen Borgman

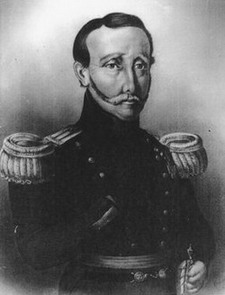
Hindrik Klasen Borgman in uniform.

Hindrik Klasen Borgman (Kloosterburen, 28 mei 1778 — aldaar, 13 april 1846) was een Nederlands majoor en bestuurder. Hij was de schout en, van 1811 tot 1846, eerste burgemeester van Kloosterburen.
Borgman werd geboren op Oud-Bokum in Bokum. Hij werd later majoor van het eerste bataljon van de tweede afdeling der landelijke Groninger schutterij. In 1808 werd Borgman, samen met twee anderen, aangesteld als schout van Kloosterburen. Drie jaar later werd hij de eerste burgemeester/maire van diezelfde gemeente.
Na zijn huwelijk met Martje Jans Mulder (dochter van Jan Derks Mulder, pelmolenaar te Rasquerst) in 1820 woonde en werkte Borgman met zijn vrouw in een pel- en korenmolen in Molenrij, aan het einde van de Molenrijgstermaar. Hij is geboren in boerderij Oud Bocum in Kloosterburen en overleed op 67-jarige leeftijd in de dorpsboerderij in het centrum van Molenrij aan de huidige van Cappenbergweg. Hij ligt, samen met zijn vrouw en schoonzus en zwager begraven aan de oostzijde van de Nederlandse Hervormde Kerk in Kloosterburen.